# Fujii Kaze Stadium Live "Feelin' Good"
『Fujii Kaze Stadium Live "Feelin' Good"』（ふじい かぜ スタジアム・ライヴ "フィーリン・グッド"）は、日本のシンガーソングライター・藤井風が2024年8月24日・25日に神奈川・横浜国際総合競技場（日産スタジアム）にて開催したスタジアムライブ、および2024年12月25日にHEHN RECORDS / ユニバーサルミュージックより発売された映像作品、およびライブアルバム。

## 概要
2024年3月11日、神奈川・横浜国際総合競技場（日産スタジアム）にてスタジアムライブを開催することを発表。日本国内では約1年半ぶりとなる公演となる。また同日、アメリカツアー「Fujii Kaze and the piano U.S. Tour」の開催も発表された。
5月10日、公演タイトル「Fujii Kaze Stadium Live "Feelin' Good"」とキービジュアル公開とともに、公演の詳細が発表された。また同日、特設サイトも開設された。
本公演は、ブロック毎に「トマト」「ブロッコリー」など、野菜の名前が冠されたアリーナ席と、スタンド席の2種類の座席が用意された。スタンド2階前方エリアには親子席が、ステージサイドには特別席が用意された（位置関係上、ステージの演出が見えづらく、音を体感する座席とされた）。
また、身体が不自由な人にも足を運びやすい環境をつくり、隔たりなく楽しんでほしいという想いから、スタンド1階席・2階席には「ハート席」（障がい者手帳や療育手帳を所持している人、および障がい者手帳を所持しており、車いすを使用している人向けの座席）が用意された。スタンド1階席には、車いす席も用意された。
本公演は、両日ともスマートフォン・携帯電話での写真・動画撮影が許可された。また、24日の公演の模様はYouTubeにて生中継された。「チケットを持っていない人にも楽しんでほしい」という思いから行われた配信は、282,000人が同時視聴し、アーカイブ期間は8月26日までとされていたが、10月25日まで延長された。

## 会場
本公演の会場となった日産スタジアムでは、2021年9月4日に生配信ライブ「Fujii Kaze "Free" Live 2021 at NISSAN stadium」が開催され、本会場での公演は自身2度目となった。
8月2日、会場のエリアマップやオフィシャルグッズ情報などが発表された。会場は、グッズブースが位置する「East Area」と、CD販売ブースなどが位置する「West Area」の2種類のエリアが設けられた（両エリアとも、公演当日のチケットを持っている来場者のみ入場可能）。
グッズ販売は、野外での長時間の待機を避けるべく、通販（1次販売）と当日の会場受取（2次販売）の2種類が行われた。会場受取は、事前に専用アプリで購入し、選択した時間帯に会場で引き取るというもので、公演当日のチケットを持っている来場者のみ対象となる。
West Areaに位置する飲食ブースは「Veggie Curry Land」と名付けられ、藤井が監修したベジタリアンカレーとコラボドリンクが提供されたほか、ユニバーサルミュージックが手掛けるファミリーパートナーブランド・Wican（ワイキャン）の「子ども向けエンタメ鑑賞用イヤーマフ」に、オリジナルポーチが付いた「"Feelin' Good" Earmuffs」が、限定で販売された。また、West Areaでは「ビオレ冷却タオル」や「SOYJOY」の無料配布も行われた。

## リリース
2024年10月25日、本公演を収録した映像作品とライブアルバムが、12月25日にリリースされることが発表され、それぞれのジャケットが公開された。
映像作品は、Blu-ray2枚組で、ディスク1には、25日の公演を中心に編集されたライブ映像が収められる。監督・演出は、山田健人が担当している。ディスク2には、本公演の舞台裏を追った約70分のドキュメンタリー「Feelin' Good (Documentary)」が収録される。監督は、映像作家・エリザベス宮地が担当している。これらに加え、パッケージには、フォトグラファーの川上智之・上山陽介による写真を掲載したフォトブックとB4ポスターが付属する。
自身初となるライブアルバムには、藤井本人が厳選した16曲が収録される。リリースに先駆け、ライブアルバムは11月8日に先行配信され、12月1日には、Netflixにて本公演の世界配信が開始された。
12月6日、本作より「青春病」の公演映像が公式YouTubeチャンネルに公開された。12月13日には、本作に収録されるドキュメンタリー「Feelin' Good (Documentary)」のトレイラーが公開された。12月20日には、本作より「Workin' Hard」の公演映像が公式YouTubeチャンネルに公開された。

## 収録内容

### 映像作品
Disc 1「Fujii Kaze Stadium Live "Feelin' Good"」
1. summer grace[注釈 4]
2. Introduction "Feelin' Go(o)d"
3. Feelin' Go(o)d
4. 花
5. ガーデン
6. 特にない
7. さよならべいべ
8. Interlude I "CASTING CALL"
9. きらり
10. キリがないから
11. 燃えよ
12. 風よ
13. ロンリーラプソディ
14. 恋時雨[注釈 5]
15. 死ぬのがいいわ
16. Interlude II "Mo-Eh-Wa"
17. Workin' Hard
18. damn
19. 旅路
20. 満ちてゆく
21. 青春病
22. 何なんw
23. まつり

Disc 2「Feelin' Good (Documentary)」

### ライブアルバム
1. summer grace[注釈 4]
2. Feelin' Go(o)d
3. 花
4. ガーデン
5. 特にない
6. きらり
7. キリがないから
8. 燃えよ
9. 死ぬのがいいわ
10. Workin' Hard
11. damn
12. 旅路
13. 満ちてゆく
14. 青春病
15. 何なんw
16. まつり

## メンバー
- 藤井風 - ボーカル、ピアノ
- TAIKING（Suchmos）- ギター
- 小林修己 - ベース
- 佐治宣英 - ドラムス
- Yaffle - キーボード
- 福岡たかし - パーカッション
- ARIWA - ボーカル
- Emoh Les - ボーカル